# Кальми-Ре, Мишлин
Мишлин Кальми-Ре (фр. Micheline Calmy-Rey, в русском языке часто встречается написание Кальми-Рей; родилась 8 июля 1945, Сьон, кантон Вале, Швейцария) — швейцарский государственный и политический деятель.

## Биография
Окончила Женевский институт международных отношений и развития, получив учёную степень магистра в 1968.
Член Социал-демократической партии Швейцарии, председатель её женевского отделения в 1986—1990, 1993—1997. Член Большого совета Женевы в 1981—1997, председатель Большого совета в 1992—1993. Член Государственного совета Женевы в 1997—2003. Председатель Государственного совета Женевы в 2001—2003. Член Федерального совета Швейцарии, начальник департамента иностранных дел с 2003. Президент Швейцарии в 2007 и 2011 годах.

## Политическая деятельность
Кальми-Ре поддерживает идею вступления Швейцарии в Европейский союз. Визит Кальми-Ре в Иран в 2008, в ходе которого она подписала договор о поставках газа в Швейцарию, вызвал протест со стороны либеральных кругов. В частности, наблюдатели указывали на недопустимость того, что глава швейцарского внешнеполитического ведомства позировала перед фотографами мировых информагентств в мусульманском платке. В результате этого скандала представители Швейцарии не была приглашена на празднование шестидесятилетия образования государства Израиль. Во внутренней политике Кальми-Ре отстаивает необходимость большей социальной ориентированности финансовой политики. В частности, она заявила, что профицит, который имеет место в бюджете страны на 2009 год, даёт возможность повысить социальные выплаты населению. С этим категорически не согласен начальник департамента финансов Ханс-Рудольф Мерц, предлагающий использовать эти деньги в качестве неприкосновенного стабилизационного фонда.

## Награды
- Орден Дружбы (13 февраля 2014 года, Россия) — за большой вклад в укрепление дружбы и сотрудничества с Российской Федерацией, развитие научных и культурных связей[1].
- Орден Почёта (12 марта 2012 года, Армения) — за значительный вклад в развитие и укрепление армяно-швейцарских отношений[2].